# Julio Ibarra
Julio Diego Ibarra Maldonado (nacido el 15 de julio de 1966) es un político chileno, que ejerció como Gobernador de Cardenal Caro desde que fue designado por el presidente Sebastián Piñera el 16 de marzo de 2010. Dejó el cargo el 12 de marzo de 2014.
Entre los años 2000 y 2004, Ibarra fue concejal de la comuna de Pedro Aguirre Cerda en la Región Metropolitana.

## Biografía
Julio Ibarra nació el 15 de julio de 1966 en San Miguel, Santiago de Chile, hijo del carabinero Hugo Ibarra Rojas y Julia Maldonado Donoso. Estudió administración pública, con especialización en finanzas, en el Instituto Iplacex. Fue parte de la Escuela de Carabineros de Chile entre 1987 y 1988, en el programa de formación de oficiales.
En 1993 se casó en La Cisterna con Carla García Valenzuela, con quien tuvo un hijo.
Entre 1990 y 2002, Ibarra fue empresario publicitario y textil. Luego, fue sostenedor de la Escuela particular Diego Thompson en San Ramón, Santiago.

## Carrera política

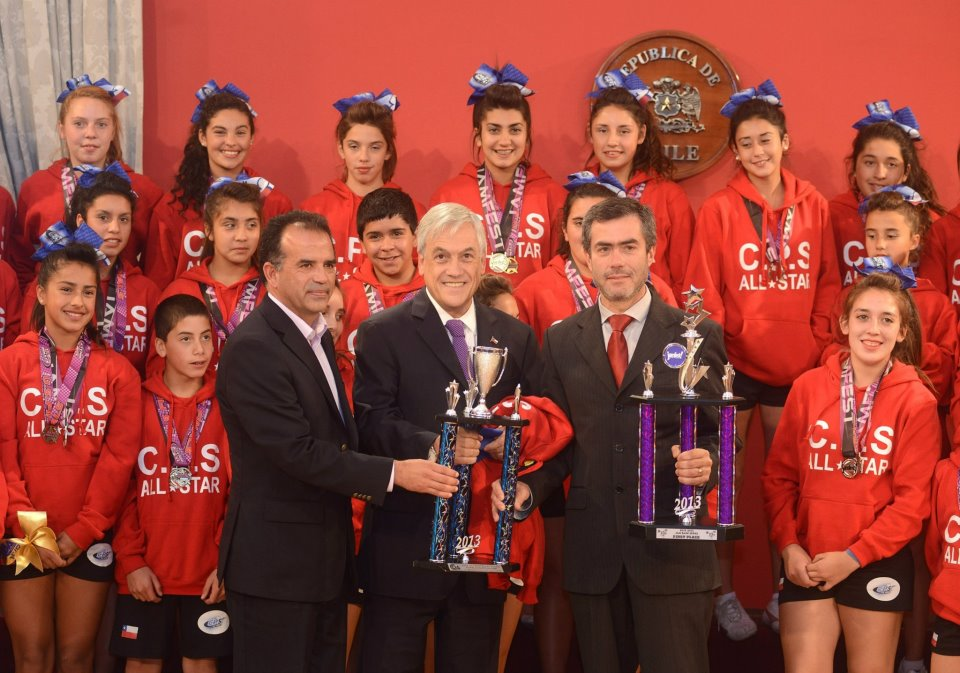
El Alcalde de Pichilemu Roberto Córdova, el Presidente Sebastián Piñera e Ibarra, con miembros de Cheer C.P.S., equipo de cheerleading del Colegio de la Preciosa Sangre de Pichilemu en abril de 2013.

Militante de Renovación Nacional. Ibarra fue elegido concejal de Pedro Aguirre Cerda, comuna de Santiago, en 2000, con 5631 (9,46 %) de los 59 526 votos totales, y ocupó el cargo entre el 6 de diciembre de ese año y misma fecha del año 2004.
En 2005 fue candidato a diputado por el Distrito N.º 28, integrado por las comunas de Lo Espejo, Pedro Aguirre Cerda y San Miguel, no logrando ser electo. En 2008 se postuló como candidato a la alcaldía de la municipalidad de Las Cabras, obteniendo el 23,61% que no le permitió acceder al cargo.
El 16 de marzo de 2010, fue nombrado Gobernador de la Provincia Cardenal Caro por el Presidente Sebastián Piñera, con quien había trabajado en su campaña presidencial como jefe de operaciones en la Región Metropolitana. Ejerció como gobernador hasta el 11 de marzo de 2014.
Una vez finalizado su desempeño en ese cargo, fue elegido presidente de la Cámara de Turismo de Pichilemu, ejerciendo esa función hasta el 31 de diciembre de 2015.
En las elecciones parlamentarias de 2017, fue candidato a diputado por el distrito 16, que comprende las provincias de Colchagua y Cardenal Caro, además de cuatro comunas de Cachapoal, representando al partido Renovación Nacional, no resultando electo.

## Historial electoral

### Elecciones municipales de 2000
- Elecciones municipales de 2000, para la alcaldía de Pedro Aguirre Cerda [6]

(Se consideran sólo los candidatos electos como alcalde y concejal, de un total de 19 candidatos)
| Candidato                        | Pacto                          | Partido | Votos  | %     | Resultado |
| -------------------------------- | ------------------------------ | ------- | ------ | ----- | --------- |
| Juan Saavedra Gorriateguy        | Concertación por la Democracia | PPD     | 17.655 | 29,66 | Alcalde   |
| Claudina Núñez Jiménez           | La Izquierda                   | PC      | 9.710  | 16,31 | Concejala |
| Julio Ibarra Maldonado           | Unión por Chile                | RN      | 5.631  | 9,46  | Concejal  |
| Eduardo Pastene Azola            | Unión por Chile                | UDI     | 5.497  | 9,23  | Concejal  |
| Angélica Casas Cordero Marcoleta | Concertación por la Democracia | PDC     | 3.071  | 5,16  | Concejala |
| Mario Palestro Contreras         | La Izquierda                   | PC      | 2.578  | 4,33  | Concejal  |
| Juan Luis Lemuñir Epuyao         | Concertación por la Democracia | PS      | 2.371  | 3,98  | Concejal  |
| Carlos Moreno Navarrete          | Concertación por la Democracia | PDC     | 1.182  | 1,99  | Concejal  |

### Elecciones municipales de 2004
- Elecciones municipales de 2004, para la alcaldía de Pedro Aguirre Cerda [7]

| Candidato                 | Pacto                          | Partido | Votos  | %     | Resultado |
| ------------------------- | ------------------------------ | ------- | ------ | ----- | --------- |
| Juan Saavedra Gorriateguy | Concertación por la Democracia | PPD     | 18.122 | 33,89 | Alcalde   |
| Claudina Núñez Jiménez    | Juntos Podemos                 | PC      | 16.778 | 31,37 |           |
| Julio Ibarra Maldonado    | Alianza por Chile              | RN      | 16.639 | 31,11 |           |
| Omar Mendoza Villagrán    | Independiente                  | IND     | 1.940  | 3,63  |           |

### Elecciones parlamentarias de 2005
- Elecciones parlamentarias de 2005 por el Distrito 28 (Lo Espejo, Pedro Aguirre Cerda y San Miguel) , Región Metropolitana de Santiago[8]

| Candidato                           | Pacto                          | Partido | Votos  | %     | Resultado |
| ----------------------------------- | ------------------------------ | ------- | ------ | ----- | --------- |
| Jorge Insunza Gregorio De Las Heras | Concertación por la Democracia | PPD     | 37 292 | 24,53 | Diputado  |
| Rodolfo Seguel Molina               | Concertación por la Democracia | PDC     | 35 458 | 23,33 |           |
| Darío Paya Mira                     | Alianza                        | UDI     | 31 691 | 20,85 | Diputado  |
| Julio Ibarra Maldonado              | Alianza                        | RN      | 18 136 | 11,93 |           |
| Claudina Núñez Jiménez              | Juntos Podemos Más             | PC      | 16 506 | 10,86 |           |
| Eduardo Contreras Mella             | Juntos Podemos Más             | PC      | 12 927 | 8,50  |           |

### Elecciones parlamentarias de 2017
- Elecciones parlamentarias de 2017 a Diputados por el distrito 16 (Chimbarongo, Las Cabras, Peumo, Pichidegua, San Fernando, San Vicente, Chépica, La Estrella, Litueche, Lolol, Marchigüe, Nancagua, Navidad, Palmilla, Paredones, Peralillo, Pichilemu, Placilla, Pumanque y Santa Cruz)[9]

| Candidato                   | Pacto                        | Partido | Votos  | %    | Resultados |
| --------------------------- | ---------------------------- | ------- | ------ | ---- | ---------- |
| Alejandra Sepúlveda Orbenes | Coalición Regionalista Verde | FREVS   | 31 685 | 23,0 | Diputada   |
| Ramón Barros Montero        | Chile Vamos                  | UDI     | 21 867 | 15,9 | Diputado   |
| Juan Carlos Latorre Carmona | Convergencia Democrática     | PDC     | 10 705 | 7,7  |            |
| Carolina Cucumides Calderón | La Fuerza de la Mayoría      | PPD     | 9153   | 6,6  |            |
| Cosme Mellado Pino          | La Fuerza de la Mayoría      | PRSD    | 8864   | 6,4  | Diputado   |
| Virginia Troncoso Hellman   | Chile Vamos                  | UDI     | 7977   | 5,8  | Diputada   |
| Julio Ibarra Maldonado      | Chile Vamos                  | RN      | 7909   | 5,7  |            |

### Elecciones parlamentarias de 2021
- Elecciones parlamentarias de 2021 a Diputados por el distrito 16 (Chimbarongo, Las Cabras, Peumo, Pichidegua, San Fernando, San Vicente, Chépica, La Estrella, Litueche, Lolol, Marchigüe, Nancagua, Navidad, Palmilla, Paredones, Peralillo, Pichilemu, Placilla, Pumanque y Santa Cruz)[10]

| Candidato                     | Pacto                          | Partido | Votos  | %    | Resultados |
| ----------------------------- | ------------------------------ | ------- | ------ | ---- | ---------- |
| Carla Morales Maldonado       | Chile Podemos Más              | RN      | 16 044 | 11.8 | Diputada   |
| Cosme Mellado Pino            | Nuevo Pacto Social             | PR      | 13 469 | 9.9  | Diputado   |
| Carolina Cucumides Calderón   | Nuevo Pacto Social             | Ind-PS  | 11 471 | 8.5  |            |
| Eduardo Cornejo Lagos         | Chile Podemos Más              | UDI     | 10 862 | 8.0  | Diputado   |
| Félix Bugueño Sotelo          | Apruebo Dignidad               | FRVS    | 9035   | 6.7  | Diputado   |
| Yasna Zavalla Morales         | Independiente (Fuera de Pacto) | Ind.    | 8316   | 6.1  |            |
| Juan de Dios Valdivieso Tagle | Chile Podemos Más              | RN      | 7929   | 5.9  |            |
| Julio Ibarra Maldonado        | Chile Podemos Más              | Ind-UDI | 3318   | 2.5  |            |